# Ренцо, Джордан
Джордан Ренцо (англ. Jordan Renzo; род. 11 февраля 1993, Англия, Великобритания) — американский актёр, известен своими ролями Маттеуша Анджеевского в сериале «Класс» (2016), который является спин-оффом к сериалу «Доктор Кто», и Чарли Брэндона в исторической драме «Испанская принцесса» (2019—2020).

## Ранние годы и карьера
Джордан учился в Гилдхоллской школе музыки и театра. В 2016 году дебютировал в полнометражном кино в фильме «Избранный» и дебютировал на телевидении в роли Маттеуша Анджеевского в сериале от BBC Three «Класс». В 2018 году было объявлено, что Джордан сыграет роль Чарли Брэндона в сериале от канала Starz «Испанская принцесса», премьера которого состоялась в 2019 году. Также в 2019 году Джордан сыграл роль Сэра Эйка из Денесле в сериале от студии Netflix «Ведьмак». В 2020 снялся в антологии «Маленькая Америка».

## Фильмография
| Год  | Заголовок                 | Роль         | Примечания      |
| ---- | ------------------------- | ------------ | --------------- |
| 2015 | Ella                      | Чак          | Короткометражка |
| 2016 | Избранный                 | Роби         |                 |
| 2020 | Парни из деревенского ада | Кристиан     |                 |
| 2022 | A Royal Corgi Christmas   | принц Эдмонд |                 |

## Телевидение
| Год           | Заголовок           | Роль               | Примечания                     |
| ------------- | ------------------- | ------------------ | ------------------------------ |
| 2016          | Класс               | Маттеуш Анджеевски | Повторяющийся состав (7 серий) |
| 2019-2020 гг. | Испанская принцесса | Чарли Брэндон      | Мини-сериал                    |
| 2019          | Ведьмак             | Сэр Эйк из Денесле | Эпизод 6: «Редкие виды»        |
| 2020          | Маленькая Америка   | Кристофер          | Эпизод 8: «Сын»                |